# Andrzej Kozakiewicz
Andrzej „Kozak” Kozakiewicz (ur. 6 lipca 1966 w Pile) – polski gitarzysta rockowy, współzałożyciel zespołów Pidżama Porno i Strachy na Lachy oraz zespołu Świat Czarownic.
Z wykształcenia jest politologiem. Ma syna ur. 1996.